# Сосыка
Сосы́ка — степная река в Краснодарском крае России, левый и крупнейший приток реки Еи.
Длина 159 км, площадь водосборного бассейна 2030 км². На реке расположено три крупные станицы: Павловская, Ленинградская и Староминская.

## Название
Название реки происходит от тюркского сасыкъ — «вонючий». Связано это с наличием в грунтовых водах, питающих реку, сероводорода, имеющего неприятный запах. Сосыка имеет самую большую минерализацию воды среди всех рек края, иногда достигающую почти 13000 мг/л.
От названия реки произошли названия следующих объектов: хутор Западный Сосык, хутор Восточный Сосык, железнодорожные станции Сосыка-Ейская и Сосыка-Ростовская.

## Течение
Сосыка берёт начало в 12 км западнее станицы Калниболотской, и в 5,5 км к северо-востоку от хутора Латыши. Общее направление на северо-запад. Впадает в реку Ею с левой стороны, в 4 км севернее станицы Староминской. Течёт по Кубано-Приазовской низменности.
Река протекает по территории Новопокровского, Тихорецкого, Павловского, Ленинградского и Староминского районов Краснодарского края.

## Притоки
Наиболее значительные притоки река принимает справа: Попова, Бичевая, Добренькая (30 км).

## Экология
Экологическое состояние реки Сосыки вызывает беспокойство у местных органов власти. Река заросла водорослями, которые преграждают доступ кислорода. В результате может погибнуть вся рыба. В 2005 году имел место случай массовой гибели рыбы, произошедший именно по этой причине. Последний раз очистка русла велась в 1980-е годы. Тогда было очищено около 80 гектаров водной поверхности из 480. Кроме чистки реки, требуется провести дноуглубительные и берегоукрепительные работы на площади в 400 гектаров. Такого рода работы были проведены в 2008—2011 годах — углублено русло в районе станицы Староминской (от ГЭС до железнодорожного моста и пляжа), расчищено около 50 гектаров водной поверхности. Тем не менее, во многих местах, вода в реке Сосыка не соответствует нормам по микробиологическим и санитарно-химическим показателям, купание в ней запрещено.